# Pont Berbice
El Pont Berbice (en anglès:  Berbice Bridge ) és un  pont de pontons sobre el riu Berbice prop de Nova Amsterdam, en el país sud-americà de la Guaiana. El pont està suspès i es va inaugurar el 23 de desembre de 2008.  Amb l'acabament del pont Berbice, i la terminació primerenca del pont Coppename a Surinam en 1999, el riu Courantyne és l'únic riu entre la capital guyanesa de Georgetown i la capital de Surinam, Paramaribo, que encara queda sense un pont. Això canviaria en el futur pròxim, amb plans per a un pont sobre el Courantyne prop de Zuiddrain que s'espera per als propers anys. 